# 동명성왕
동명성왕(東明聖王 기원전 58년 음력 4월 ~ 기원전 19년 음력 9월)은 고구려의 초대 임금이다. 이름은 주몽(朱蒙), 묘호(廟號)는 태조(太祖)이다.
동명(東明)의 '東'은 고유어 '새'로 훈독하고 '明'은 '발거'로 훈독하여 '새발거'로 추독하는 견해가 있다. 주몽(朱蒙)의 '蒙'이 말갈의 인명에 '□□蒙'의 형태로 많이 보이는데 그 뜻이 '~을 잘하는 사람'이라고 한다.
《국사》(國史) 고구려본기를 인용한 《삼국유사》 및 《삼국사기》에 성은 고(高)이고 휘가 주몽(朱蒙)이라 하였다. 또한, 《삼국사기》 등에는 추모(鄒牟)·중모(中牟)·중해(衆解)·상해(象解)·도모(都牟)·도모(都慕)라는 이름도 전하고 있다. 부여 금와왕의 아들인 대소의 박해를 피해 남쪽으로 내려와 고구려를 건국하였다.

## 생애

### 탄생 설화

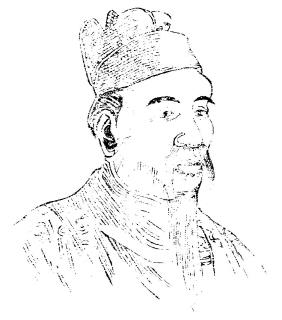
초등대한역사에 실린 동명성왕 상

《삼국사기》와 《삼국유사》 및 《동명왕편》은 추모성왕의 탄생 설화를 다음과 같이 기록하고 있다. 현재 전해지는 주몽 설화는 고구려가 부여를 병합하여서 인지 부여의 시조인 동명왕의 설화와 고구려의 건국설화가 비슷함을 보인다. 역사학계에서는 부여의 동명왕과 고구려의 주몽을 다른 인물로 여긴다. 주몽은 햇빛에 의한 회임이라는 전설을 가지고 있는데 선비족을 통합한 단석괴(壇石槐)도 햇빛에 의한 회임이라는 전설을 가지고 있다.
《삼국사기》와 《삼국유사》에는 해모수가 주몽의 아버지로 등장한다. 해모수의 '해'는 태양을 뜻한다. 즉, 천손을 의미한다. 따라서 해모수는 고구려의 천손의식이 의인화 된 결과물로 해석할수도 있다.
강을 다스리는 신 하백(河伯)의 어여쁜 세 딸 유화(柳花) · 훤화(萱花) · 위화(葦花)가 더위를 피하여 청하((현재의 선양시:철령 남쪽 60리 )의 웅심연(熊心淵)에서 놀고 있었다. 이때 천제의 아들 해모수가 오룡거(五龍車)를 타고 내려오다가 연못 안에 세 처녀 아름다운 모습에 반하였다. 훤화 · 위화는 돌아갔으나 유화는 해모수와 만나게 되었다.
하백이 이러한 소식을 듣고 크게 노하였다. 하백은 천제의 아들이라는 해모수와 술법을 겨루어 그의 능력을 시험해 본 뒤, 해모수와 유화의 결혼을 인정하여 유화를 하늘나라로 보내주었으나, 여전히 해모수에 대한 의심을 거두지 아니하였던 하백은 꾀를 써서 해모수를 다시 시험해보기로 하였다. 가죽부대에 들어 있던 해모수를 주머니에 묶어 가둔 뒤에 올려보내었으나, 물 밖으로 나오기도 전에 술에 깨버린 해모수가 크게 노하여 홀로 승천하였다.
이에 하백은 유화에게 크게 노하여 귀양을 보냈다. 이후 동부여의 왕 금와왕이 우연히 우발수(優渤水)로 나들이를 갔다가 유화를 만나고, 그 처지를 불쌍히 여긴 금와왕은 유화를 궁궐로 데려왔다. 그런데 그녀를 향하여 햇빛이 계속해서 비치는 기이한 일이 계속되더니, 마침내 그녀는 잉태하였다. 하지만 유화가 5되나 되는 커다란 알을 낳자, 이 소식을 들은 금와왕은 이를 불길한 징조로 여기어 유화로부터 알을 빼앗아 돼지우리에 던져 버렸다. 그러나 돼지들은 이 알을 먹지 않았을 뿐더러 도리어 소중히 하였다. 그 뒤 금와는 소와 말이 짓밟도록 알을 길가에 버리기도 하였는데, 소와 말들이 알을 피해가자, 이번에는 새들이 쪼아 먹도록 들판에 놓아 두었다. 하지만 새들은 오히려 알을 품어 주었다. 때문에 금와는 도끼로 알을 내리쳐보기도 했지만 알은 온전하였다. 금와왕은 하는 수 없이 유화에게 알을 돌려주었다.
유화는 그 알을 따뜻하게 덮어주었는데, 얼마 지나지 않아 사내아이 하나가 알을 깨고 나왔다. 그 아이는 날 때부터 보통 아이들과는 달라 일곱 살이 되었을 때 스스로 활과 화살을 만들어 쏘았는데 백발백중이었다. 이에 이 아이의 이름을 부여 말로 ‘활을 잘 쏘는 사람’이라는 뜻인 “주몽”이라고 지었다. 주몽은 대소 왕자 등 금와왕의 7명의 아들보다 능력이 출중하여 그들의 시기를 받았고, 호시탐탐 그를 죽이려 하였다.
대소가 주몽을 죽이려고 한다는 사실을 눈치챈 유화는 주몽에게 동부여를 떠나라고 충고하였다. 어머니의 충고에 따라 주몽은 오이(烏伊), 마리(摩離), 협보(陜父) 등 세 친구와 함께 동부여를 떠나 추격자들을 피해 남쪽으로 내려가 엄리대수(淹利大水)에 이르렀다. 자신들의 앞길을 가로막는 엄리대수를 향해 주몽은 “나는 천제의 손자이며, 강의 신의 외손자이다. 지금 나를 쫓는 자가 뒤를 따르니 그 위험이 급한 데 강을 건널 수 없으니 도와 달라.”라고 하니, 이에 감응한 자라와 물고기가 물 위로 떠올라 띠를 이어 다리를 만들어 주었다. 주몽이 무사히 강을 건너자 물고기와 자라는 다시 돌아가 버렸고, 추격자들은 강을 건너지 못해 더 이상 쫓아오지 못했다 하는데, 이 다리를 가리켜 어별성교(魚鼈成橋)라 일컫는다.
《속일본기》에 따르면, 백제 원조(遠祖) 도모왕은 하백의 딸이 일정(日精)에 감응하여 태어났다라고 한다. 이는 주몽 설화와 유사하다.

## 고구려의 건국과 발전

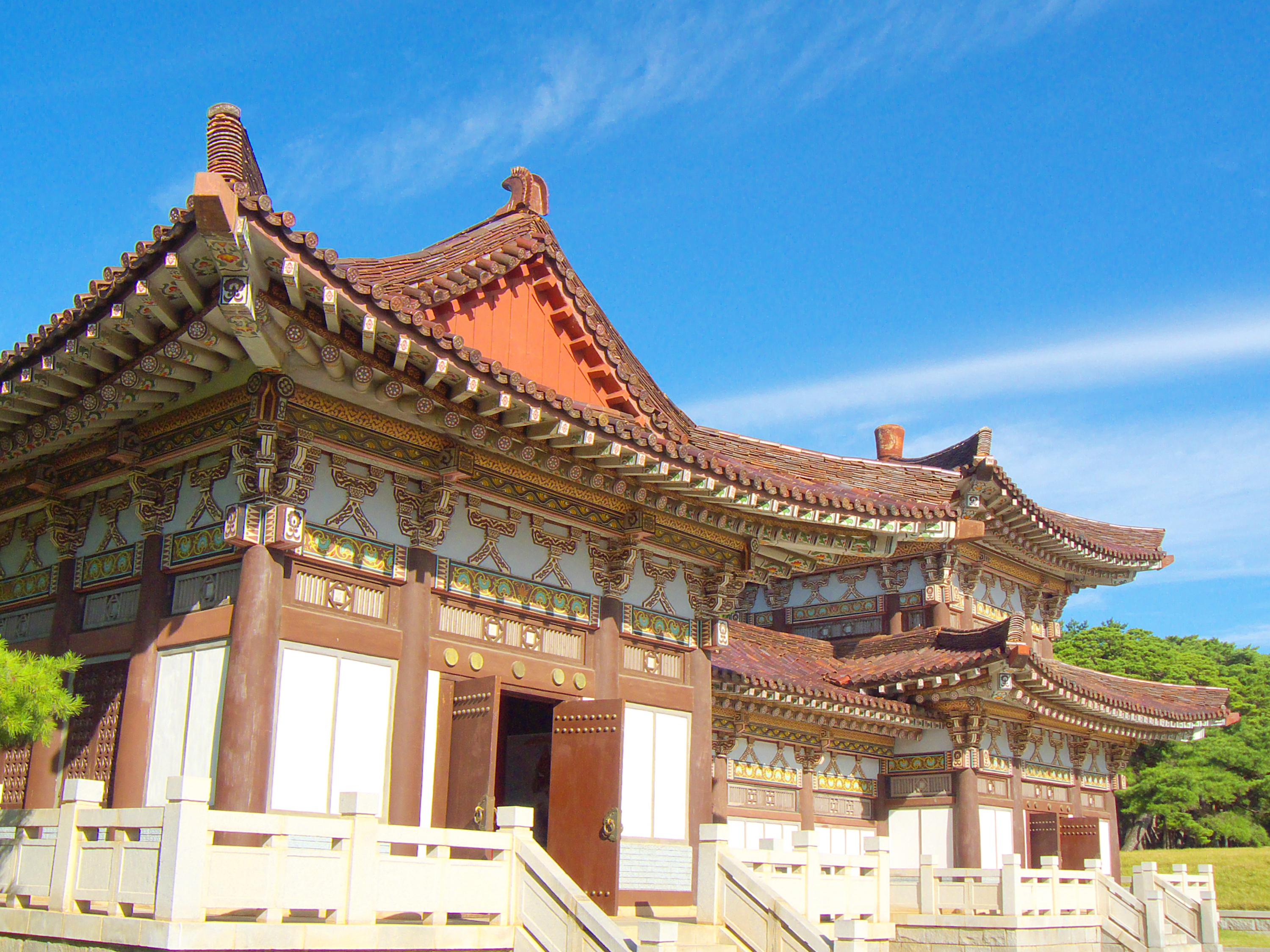
평양에 있는 동명성왕의 무덤

부여에서 자란 주몽은 총명하고 활을 잘 쏘아 촉망을 받던 중 대소 등 금와왕의 일곱 아들이 그 재주를 시기하여 죽이려고 하자 화를 피하여 이주하였다.
대소의 위협에서 무사히 벗어난 주몽은 유유히 남쪽으로 향하여 마침내 졸본에 정착하여 졸본(이름 미상, 건국 설화 중에 다른 설화에는 연타발이라고 되어 있다)의 둘째 딸
(이름 미상, 건국 설화 중에 다른 설화에는 소서노라고 되어 있다)과 결혼하여 점차 세력을 확장하기 시작한다.
기원전 37년, 주몽은 졸본 부여왕의 뒤를 이어 고구려를 건국했다. '고'씨로 전해지지만 주몽의 원래 성씨는 아버지인 해모수에 따른'해'씨이며, 고구려 태조왕 당시 계루부 고씨가 집권하자 정통성을 위해 시조인 주몽의 성씨를 '고'씨로 바꾸었다. 그리고 국가의 위상을 일신하기 위해 대대적인 영토확장 전쟁을 벌이기 시작했다. 주몽은 영토확장을 위해서는 우선 변방을 안정시킬 필요가 있다고 판단하고 변방에 살고 있던 말갈족 부락을 평정하여 말갈족이 더 이상 국경을 넘보지 못하도록 하였다. 또한 기원전 36년에는 훈강(비류수) 상류에 있던 비류국(沸流國, ‘송양국’이라고도 한다)의 왕 송양(松讓)에게 활쏘기 경쟁으로 이겨서 항복을 받아내어 ‘옛 땅을 회복했다.’라는 뜻의 고구려말인 다물(多勿)로 개칭하고, 송양을 그곳의 도주로 삼았다.
비류국을 정복한 주몽은 기원전 34년 마침내 졸본성과 궁궐을 완성하여 나라의 위상을 한층 높였다. 기원전 32년에는 오이(烏伊)와 부분노(扶芬奴)를 보내 태백산(백두산) 동남쪽에 있던 행인국(荇人國)을 정복하였으며, 기원전 28년에는 부위염을 보내 북옥저를 정복하였다.
기원전 24년 가을 음력 8월에 부여에 남아있던 주몽의 어머니 유화가 죽었다.

## 평양의 추모왕릉
동명왕릉은 졸본 근처의 용산에 마련되었으며, 시호는 추모성왕(東明聖王)이라고 하였다. 훗날 고구려가 평양으로 천도할 때 함께 평양으로 옮겨왔다고 추정된다.

## 주몽이 기록된 여러 사서들

### 탄생년도
《삼국사기》는 주몽의 탄생 연도를 기원전 58년으로, 《삼국유사》는 기원전 48년으로 기록하고 있다.

### 고구려
《삼국사기》에는 주몽의 고구려 건국 신화가 기록되어 있다. 고구려 건국 신화의 두 가지의 건국 과정이 있는데 다음과 같다.
《삼국사기》에 기록된 고구려 건국 설화이다.
동명성태왕이 졸본에 정착하여 졸본 부여왕(이름 미상)의 둘째 딸(이름미상)과 결혼하여 두 아들을 낳았는데 형은 비류로, 동생은 온조로 이름 지어졌다. 이후 추모성왕이 고구려를 건국하고 비류와 온조는 왕위에 오르는 가장 유력한 순위에 있었다. 그러나 어느 날 비류와 온조를 얻기 이전에 동명성왕과 북부여의 예씨 사이에서 태어난 유리가 고구려에 찾아오자 추모성왕이 반겼다. 게다가 추모성왕은 첫째 아들인 유리를 태자로 임명하자, 비류와 온조 형제는 후일이 두려워 남쪽으로 내려가 새로운 땅을 찾아 나서게 되었다.

이것은 중국인이 쓴 중국사서에서 나타나는 또 다른 고구려 건국 설화이다.
북부여의 왕인 해부루의 아들 우태는 소서노라고 불리는 졸본 사람 연타발의 딸과 혼인하였다. 이 둘 사이에서 태어난 사람이 바로 형 비류와 동생 온조이다. 그러나 우태가 죽자 졸본으로 망명한 주몽과 재혼하였다고 한다. 주몽은 소서노와 두 형제를 잘 보살펴 주었고, 소서노는 왕비가 되었다. 그러나 부여 예씨와 혼인하여 얻은 아들 유리가 찾아 오자, 주몽의 마음은 유리 쪽으로 기울었고, 결국 유리를 태자로 삼는다. 그러자 형인 비류가 아우인 온조에게 말하기를, 대왕의 업적이 크고 우리를 잘 보살펴 주었으나, 이제는 나라가 유리의 손에 들어갔으니 다른 나라를 세우자고 하였다. 그리하여 두 형제는 어머니 소서노와 함께 대수와 패수를 건너 미추홀에 나라를 건국하였다

소서노가 우태와 혼인하여 비류를 낳았고 우태가 죽자 주몽과 재혼하여 온조를 낳았다는 설도 있다.
일부 중국 사학자들과 북조선의 사학자들은 《삼국사기》 〈고구려본기〉의 보장왕 대의 기사(27년 음력 2월 :“고(高)씨는 나라를 세운 지 이제 900년이 된다.”)를 내세워 고구려의 건국시기를 기원전 200년경으로 추정한다.
위와 같은 《삼국사기》의 기록을 종합해 볼 때, 주몽은 동부여에서 도망친 후, 졸본부여의 귀족인 연타취발과 혼인관계를 맺은 후, 졸본부여의 군주가 되었다고 할 수 있다. 그래서 '고구려 900년 역사'라는 보장왕 대의 기사는, 주몽 이전의 졸본부여의 역사까지를 합친 것으로 판단하기도 한다.

### 주몽(朱蒙)과 동명성왕(東明聖王)
《논형》, 《위략》 등의 중국 사료에는 부여의 시조로 동명(東明)을 들고 있다. 동명의 부여 건국 과정은 주몽의 고구려 건국 과정과 완전히 일치하며, 따라서 본래 동명왕은 부여의 시조이고, 동명성왕은 주몽과 동명왕이 겹쳐지면서 붙여진 후세의 명칭이라는 견해가 일부 제기되기도 한다.
또한 『삼국유사』에서 북부여가 서기전 59년에 건국되었다고 한 것은 고구려의 건국자인 주몽설화와 부여 건국설화를 합한 것으로 이해할 수 있을 것이고, 부여국의 건국 시기는 이보다 훨씬 앞선 시기로 보아야 한다.

### 백제 시조설
일본에서는 주몽을 백제의 시조로도 본다. 속일본기에는 "백제 원조(遠祖) 도모(都慕)왕은 하백의 딸이 일정(日精)에 감응하여 태어났다."라고 연력 8년 1월조에 수록되어 있다. 또한 신찬성씨록과 일본서기에도 백제의 시조를 도모(주몽)으로 설정하고 있다. 백제왕실의 후예인 인정(仁貞)은 백제의 태조를 온조왕이 아니라 주몽으로 지목하고 있다.
또한 칸무 천황의 생모인 고야신립의 묘비명에는 "백제의 먼 조상인 도모왕(都慕王)이라는 사람은 하백(河伯)의 딸이 태양의 정기에 감응해서 태어난 사람인데 황태후는 곧 그 후손이다."라고 기록되어 백제에서 주몽을 시조로 본 것으로 추정되고 있다.

## 가계
- 아버지 : 해모수(解慕漱) 《삼국사기》(三國史記)에는 해모수왕(解慕漱王)이 아버지로 등장, 광개토왕릉비(廣開土王陵碑)에는 천제(天帝)의 아들
- 어머니 : 하유화(河柳花,?~24)
  - 동명성왕(東明聖王, 58~19 재위:37~19) 고구려(高句麗)의 초대 국왕(國王)
  - 왕후 : 예씨 부인(禮氏夫人) 고구려(高句麗) 건국 이전에 동명성왕(東明聖王)이 맞이한 첫번째 부인이다.
    - 아들 : 유리명왕(瑠璃明王, 38~18 재위:19~18) 고구려(高句麗)의 2대 국왕(國王)
    - 며느리: 송씨부인(松氏夫人) 다물후(多勿侯) 송양(松讓)의 딸

  - 왕후 : 소서노(召西奴, 66~6) 졸본부여(卒本扶餘)의 공주(公主)이자 동명성왕(東明聖王)과 결혼하여 왕후(王后)가 되었다.

## 대중 문화속에 나타나는 동명성왕
- 《주몽》(MBC, 2006년~2007년, 배우:송일국)
- 《근초고왕》(KBS, 2010년~2011년, 배우:이덕화)
- 《한국사기》(KBS, 2017년~2017년, 배우:조장호)

주몽의꿈 2005. - 서준

## 같이 보기
- 한국의 군주 목록
- 한국의 역사
- 삼국 시대

## 참고 문헌
- 김부식 (1145). 《삼국사기》.
  - 〈권제13〉 (고구려본기 제1 시조 동명왕 조)
  - 권제23 (백제본기 제1 시조온조왕 조)
  - 권제37 (잡지 제6 지리 제4)

## 참고
- 백제
  - 온조왕 (기원전 18년~서기 28년)
- 신라
  - 박혁거세 거서간 (기원전 57년~서기 4년)
- 왜
  - 스진 천황 (기원전 97년~기원전 29년)
  - 스이닌 천황 (기원전 29년~70년)
- 전한
  - 한 원제 (기원전 48년~기원전 33년)
  - 한 성제 (기원전 33년~기원전 7년)